# جيريمي ستيفنسون (مجدف)
جيريمي ستيفنسون (بالإنجليزية: Jeremy Stevenson)‏ هو مجدف أسترالي، ولد في 8 ديسمبر 1986 في كاراثا ‏ في أستراليا.

## وصلات خارجية
- جيريمي ستيفنسون على موقع الاتحاد الدولي للتجديف (الإنجليزية)
- جيريمي ستيفنسون على موقع اللجنة الأولمبية الدولية (الإنجليزية)
- جيريمي ستيفنسون على موقع أوليمبيديا (الإنجليزية)
- جيريمي ستيفنسون على موقع اللجنة الأولمبية الأسترالية (الإنجليزية)